# Smug (Bolesławowo)
Smug – część kolonii Bolesławowo w Polsce, położona w województwie pomorskim, w powiecie człuchowskim, w gminie Debrzno. Dawniej nazywała się Kostrzyce, w okresie zaboru pruskiego Luisenhof.
W latach 1975–1998 Smug administracyjnie należał do województwa słupskiego.